# Licostomo
Licostomo, din limba greacă (lykos - „lup” și stoma - „gura”), în traducere „Gura Lupului”, a fost un port dunărean medieval menționat de genovezi, cărora le-a și aparținut în alternanță cu Imperiul Bizantin (de unde denumirea grecească), înaintea despotatului Dobrogean (1366-1404), a Țării Românești (1404-1428) și a Moldovei (1428-1484).
Multă vreme a fost confundat cu cetatea-port Chilia, al cărui nume este de asemenea grecesc, kellia însemnând „hangare”. În lumina ultimelor cercetări, nu mai poate fi vorba despre o identitate între acest port și Chilia, ci despre o așezare diferită, aflată mai la răsărit pe brațul Chilia, în preajma Vâlcovului (care i-a preluat numele de „lup” — de data aceasta în slavonă) sau a Peripravei sau poate chiar sub una dintre aceste localități.
După 1404, cetatea a intrat sub stăpânirea domnitorului Mircea cel Bătrân și ulterior, fără însă ca sursele vremii să fie concordante, sub aceea a domnitorilor moldoveni Alexandru cel Bun (din 1428) și Ștefan cel Mare.
După cucerirea Dobrogei de către turci (ulterior anului 1418) acest oraș a dispărut din cronici, deși existența sa s-a prelungit probabil mai tardiv, poate până la cucerirea Deltei, Chiliei și Cetății Albe de către turci în 1484.